# Best of Matthews Southern Comfort
Best of Matthewss Southern Comfort è una raccolta della Matthews Southern Comfort di Ian Matthews, pubblicato dalla MCA Records nel 1970.

## Tracce
Lato A
1. Woodstock – 4:26 (Joni Mitchell) – Pubblicato solo come singolo nel novembre 1970
2. And When She Smiles (She Makes the Sun Shine) – 2:16 (Alan C. Anderson) – Tratto dall'album Later That Same Year (1970)
3. Even As – 2:53 (Carl Barnwell) – Tratto dall'album Second Spring (1970)
4. Something in the Way She Moves – 4:52 (James Taylor) – Tratto dall'album Second Spring (1970)
5. Blood Red Roses – 2:30 (Tradizionale, arrangiamento di Ian Matthews) – Tratto dall'album Second Spring (1970)
6. The Watch – 2:38 (Frances Cornford, Ian Matthews, Steve Barlby) – Tratto dall'album Matthews' Southern Comfort (1970)
7. Tell Me Why – 2:03 (Neil Young) – Tratto dall'album Later That Same Year (1970)
8. Southern Comfort – 7:55 (Sylvia Fricker) – Tratto dall'album Second Spring (1970)

Durata totale: 29:33
Lato B
1. Mare Take Me Home – 3:44 (Alan C. Anderson) – Tratto dall'album Later That Same Year (1970)
2. Sylvie – 5:40 (Carl Barnwell) – Tratto dall'album Later That Same Year (1970)
3. Ballad of Obray Ramsey – 2:27 (Ian Matthews) – Tratto dall'album Second Spring (1970)
4. To Love – 4:42 (Carole King, Gerry Goffin) – Tratto dall'album Later That Same Year (1970)
5. I've Lost You – 2:24 (Steve Barlby) – Tratto dall'album Matthews' Southern Comfort (1970)
6. Once Upon a Lifetime – 4:22 (Ian Matthews, Steve Barlby) – Tratto dall'album Matthews' Southern Comfort (1970)
7. My Lady – 1:37 (Ian Matthews) – Tratto dall'album Later That Same Year (1970)
8. Road to Ronderlin – 2:21 (Ian Matthews) – Tratto dall'album Later That Same Year (1970)

Durata totale: 27:17

## Musicisti
- Ian Matthews - voce
- Mark Griffiths - chitarra solista
- Carl Barnwell - chitarra
- Carl Barnwell - voce solista (brano: A3)
- Gordon Huntley - chitarra steel
- Andy Leigh - basso
- Ray Duffy - batteria

Altri musicisti presenti in alcuni brani
- Richard Thompson - chitarra elettrica, chitarra acustica (brani: A6, B5 e B6)
- Roger Coulan - pianoforte, organo hammond (brani: A6, B5 e B6)
- Ashley Hutchings - basso elettrico (brani: A6, B5 e B6)
- Gerry Conway - batteria (brani: A6, B5 e B6)
- Tom Paley - banjo (brano: B3)